# Army National Guard

Arménationalgardets sigill.

Army National Guard är armédelen av USA:s nationalgarde. Förbanden i arménationalgardet är tränade och utrustade för att ingå i den reguljära armén, men kan i delstatlig tjänst även bistå räddningstjänst vid naturkatastrofer liksom polisväsendet vid upplopp och oroligheter.
Arménationalgardet är indelat i garden, ett för varje delstat och territorium liksom District of Columbia.
Nationalgardestrupperna står normalt under högsta befälet av guvernören i respektive delstat, men finansieras huvudsakligt med federala medel och kan även tas i federal tjänst. 
Förutom armédelen består även nationalgardet av en flygvapendel, Air National Guard.